# Oregodasys ashleigha
Oregodasys ashleigha is een buikharige uit de familie van de Thaumastodermatidae. De wetenschappelijke naam van de soort werd voor het eerst geldig gepubliceerd in 2015 door Araujo, Atherton en Hochberg.